# Charly Marks
Charly Marks (geboren 19. Januar 1949 in Saarbrücken; gestorben 16. Mai 2023), eigentlich Karl Heinz Lehmann, war ein deutscher Popsänger und Gitarrist.

## Leben
Von 1971 bis 1973 war Marks Studiomusiker und Studiosänger bei Frank Farian. Marks war einer der ersten Sänger, der von Frank Farian produziert wurde. 1973 trat er in der ZDF-Hitparade mit dem Lied Ginny Oh Ginny auf, das als Single von Albert West 1973 #36 der Deutschen Charts erreichte und die deutschen Version des englischen Originals Ginny Come Lately von Brian Hyland ist. Weitere Schallplatten: Oh, Pretty Woman (deutsche Version), Moonlight (Original von Ted Herold), Schön war die Zeit (Sealed with a Kiss).
Alle Titel wurden in den Jahren 1972 bis 1974 von Frank Farian für die Hansa Musik Produktion produziert.
Marks starb am 16. Mai 2023 in der Schweiz, wo er seit vielen Jahren lebte.